# Middle Fork Fortymile River
Der Middle Fork Fortymile River ist ein etwa 154 km langer rechter Nebenfluss des North Fork Fortymile River im zentralen Osten von Alaska (USA).

## Flusslauf
Der Middle Fork Fortymile River entspringt in den Yukon-Tanana Upland, eine Mittelgebirgslandschaft, auf einer Höhe von etwa 1280 m. Er fließt anfangs nach Nordosten. Unterhalb der Einmündung des Joseph Creek bei Flusskilometer 69 wendet sich der Fluss in Richtung Ostnordost. Der Middle Fork Fortymile River bildet abschnittsweise zahlreiche Flussschlingen. Er mündet schließlich in den wasserärmeren North Fork Fortymile River.

## Hydrologie
Das Einzugsgebiet umfasst etwa 2770 km². 2,5 km oberhalb der Mündung wurden im Sommer 2019 und 2020 Abflüsse gemessen. Dabei wurde im Juni 2020 ein Wert von 101 m³/s ermittelt. Auf der Grundlage der gemessenen Werte und der Annahme, dass in den Wintermonaten der Abfluss vernachlässigbar ist, errechnet sich ein mittlerer Jahresabfluss an der Messstelle von etwa 12,5 m³/s.

## Namensgebung
Der Flussname stammt von Prospektoren und wurde 1902 von dem Landvermesser E. J. Chamberlain übernommen. Zuvor, im Jahre 1898, wurde der Flussname als „Granite Fork“ gemeldet.

## Schutzcharakter
Der Middle Fork Fortymile River unterhalb der Einmündung des Joseph Creek sowie etwa zwei Drittel des Flusslaufs des Joseph Creek gehören zum Flusskorridor des Fortymile Wild and Scenic River. Beginnend vom Joseph Airstrip kann man eine Kanu- oder Raftingtour unternehmen. Am Middle Fork Fortymile River befinden sich nahe der Mündung die Stromschnellen Bald Eagle Rapids. Flussabwärts befinden sich am North Fork Fortymile River und Fortymile River weitere Stromschnellen. Eine Auslassstelle befindet sich an der Highway-Brücke über den Fortymile River.